# 杜心源
杜心源（1905年—1985年），原名杜春仁，山西省五台县大建安村人，中华人民共和国政治人物。

## 生平
早年毕业于边村川至中学，此后参加学生运动。1927年，考入北京师范大学国文系。同年8月，由张隽轩介绍加入中国共产党。毕业后任教于成成中学、太原师范学院，此后创建大建安教育促进会。抗日战争期间，组织成成中学师生抗日游击队，后赴临汾第二战区民族革命大学政治处主任。之后因阎锡山解职，后率领师生奔赴延安，之后再派晋绥边区任行署教育处长、民政教育处长。第二次国共内战期间，参加第二次绥远战役，后任中共中央晋绥分局党校教育长。
中华人民共和国成立后，随军南下进入四川，任成都市军管会文教委员会主任，升任中共四川省委书记，兼任川西日报、四川日报社社长总编。1972年，升任四川省革委会办事组组长、中共四川省委秘书长等职。1977年，担任四川省政协主席。1979年12月，担任四川省人大常委会主任。